# Michele Maccanti
Michele Maccanti (* 12. Dezember 1979 in Ferrara) ist ein ehemaliger italienischer Straßenradrennfahrer.
Michele Maccanti fuhr 2002 für das italienische Radsportteam Saeco-Longoni Sport als Stagiaire, erhielt dort aber keinen Vertrag für die folgende Saison. 2004 gewann er das Eintagesrennen Coppa San Geo und eine Etappe des Giro Ciclistico d’Italia. Im Jahr darauf wurde Maccanti Profi bei dem italienischen Team L.P.R. In seinem ersten Jahr dort war er beim Giro del Mendrisiotto erfolgreich.
Im Mai 2010 wurde er wegen Dopings gesperrt. Trotzdem nahm er bei der Maratona dles Dolomites teil und gewann vor Dainius Kairelis. Der Sieg wurde ihm allerdings später wieder aberkannt.

## Erfolge
2004
- Coppa San Geo
- eine Etappe Giro Ciclistico d’Italia

2005
- Giro del Mendrisiotto

## Teams
- 2002 Saeco-Longoni Sport (Stagiaire)
- 2005 Team L.P.R.-Piacenza
- 2006 Team L.P.R.